# Pierre Bouckaert
Pierre Bouckaert SJ (* 27. Juli 1914 in Schaerbeek/Schaarbeek, Region Brüssel-Hauptstadt, Belgien; † 13. November 1992) war ein belgischer Ordensgeistlicher und römisch-katholischer Bischof von Popokabaka.

## Leben
Pierre Bouckaert trat der Ordensgemeinschaft der Jesuiten bei und empfing am 24. Juli 1946 das Sakrament der Priesterweihe.
Am 24. Juni 1961 ernannte ihn Papst Johannes XXIII. zum Bischof von Popokabaka. Der Apostolische Delegat in der Demokratischen Republik Kongo, Erzbischof Gastone Mojaisky-Perrelli, spendete ihm am 8. Oktober desselben Jahres die Bischofsweihe; Mitkonsekratoren waren der Bischof von Kikwit, André Lefèbvre SJ, und der Weihbischof in Léopoldville, Joseph-Albert Malula.
Am 1. Dezember 1979 trat Pierre Bouckaert als Bischof von Popokabaka zurück.